# Kakaosläktet
Kakaosläktet (Theobroma) är ett växtsläkte familjen malvaväxter 22 arter som förekommer i tropiska Amerika. Den mest kända arten är kakao (T. cacao).

### Webbkällor
- Shenet - kakao
- Svensk Kulturväxtdatabas